# Schiffsweg-Hohl
Die Schiffsweg-Hohl, auch Lerchenbergshohl genannt, ist ein Hohlweg in der Gemarkung Schaafheim, Gemeinde Schaafheim, im Landkreis Darmstadt-Dieburg in Südhessen. Sie ist als Naturdenkmal geschützt.

## Lage
Die Schiffsweg-Hohl liegt im Naturraum Kleine Bergstraße im Reinheimer Hügelland. Sie befindet sich etwa einen Kilometer südlich der Ortsmitte von Schaafheim in der Feldflur. In der Flurkarte wird sie auch als „Lerchenbergshohl“ bezeichnet. Die als Naturdenkmal geschützte Fläche ist 9423 Quadratmeter groß.

## Geschichte
Das Naturdenkmal ist ein Hohlweg von historischer Bedeutung. Er war einst ein Hauptverbindungsweg zum historischen „Schiffweg“ auf den Höhen der südlichen Schaafheimer Fluren. Der Schiffweg war eine alte Handelsstraße, die vom Main bei Nilkheim, vorbei am Schaafheimer Wartturm, über den Binselberg nach Groß-Umstadt führte. Es existierten Anschlusswege über den Breuberg nach Miltenberg und über Schlierbach nach Frankfurt.
Durch die Fahrrillen schwerer Wagen wurde der Lössboden gelockert und von Niederschlägen abgetragen, so dass sich der Weg immer mehr eintiefte. Seit der Flurbereinigung in den 1950er Jahren ist der Hohlweg nicht mehr an das Wegenetz angeschlossen.
Die „Schiffsweg-Hohl“ wurde mit Verordnung vom 27. Mai 1959 mit der Nummer 43 unter Naturschutz gestellt.

## Beschreibung
Die „Schiffsweg-Hohl“ ist ein etwa 200 bis 300 Meter langer Löss-Hohlweg, der am Ende in die Feldflur ausläuft. Der tief eingekerbte Hohlweg weist steile, teilweise bewachsene Wände auf. An seinem oberen Rand wachsen Bäume und Sträucher, welche die teils freiliegenden Lösswände stark beschatten. Stellenweise sind Bäume an Abbruchkanten in den Hohlweg gestürzt. Der ehemalige Weg ist dadurch kaum noch passierbar und stark zugewachsen. Zwei Naturdenkmal-Schilder weisen darauf hin, dass das Betreten und Grabarbeiten verboten sind.
In der Hohl gedeihen schatten- und feuchtigkeitsliebende Pflanzen. Hier brüten Turteltaube, Rebhuhn, Pirol, Nachtigall und verschiedene Grasmückenarten.
Angaben in der Literatur, dass die „Schiffsweg-Hohl“ die tiefste und engste Lösshohl in Hessen sei, beruhen auf einer Verwechselung mit der Steinbornshohl in Groß-Umstadt.

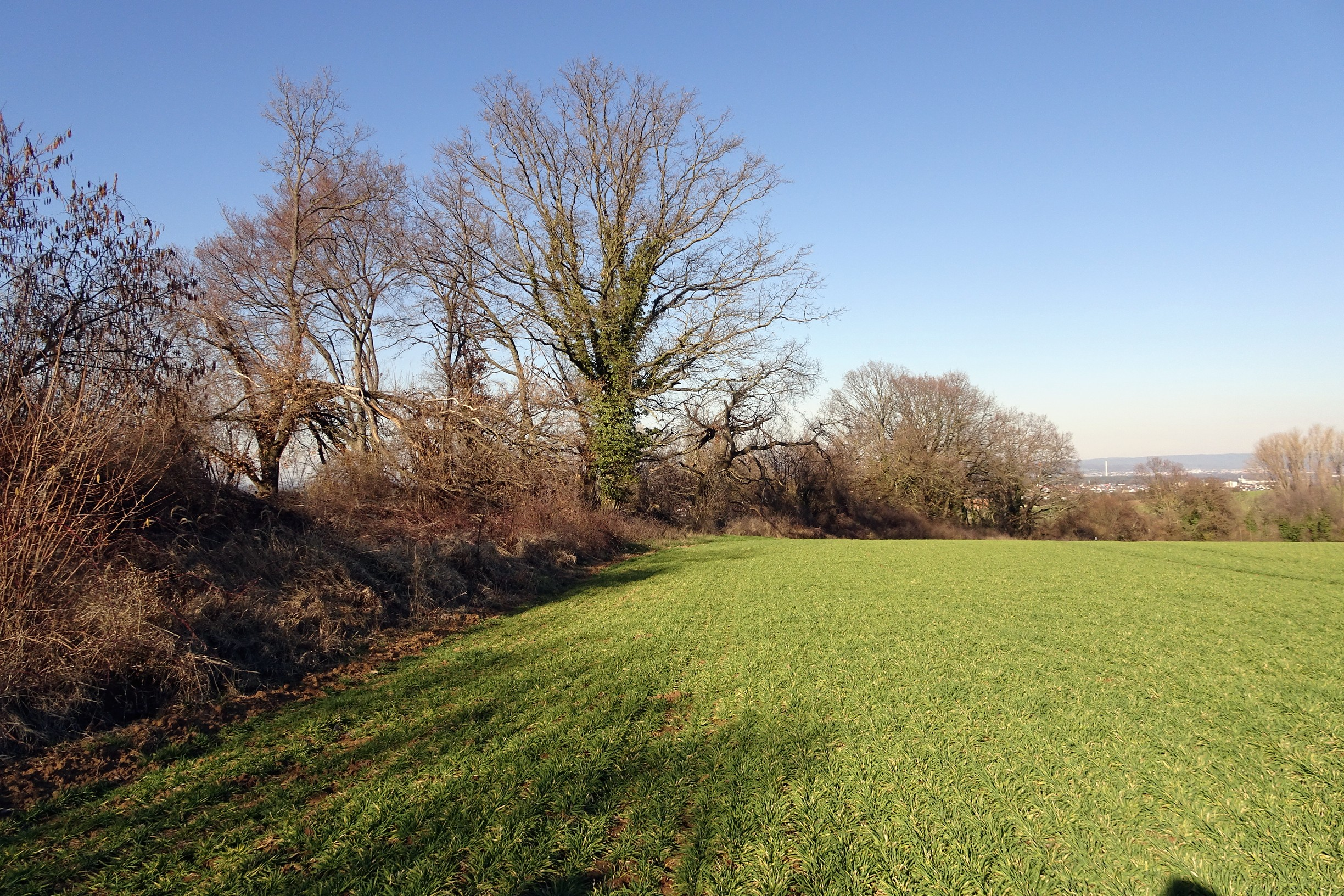
Verlauf der Schiffsweg-Hohl von Südwesten (2021)
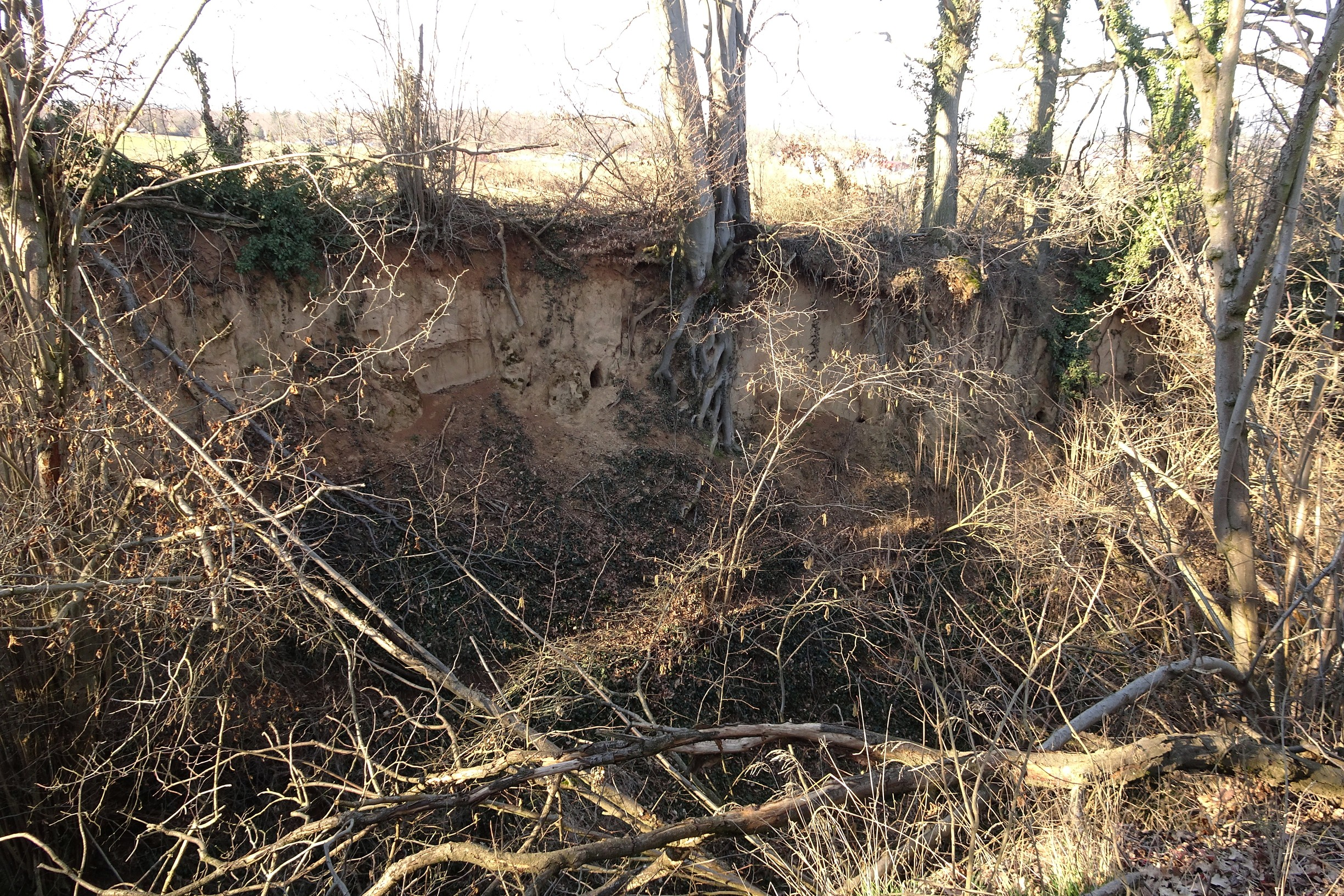
Blick vom Rand der Hohl auf steile Lösswände und Gehölze (2021)

## Beeinträchtigungen
Das Naturdenkmal wurde mehrfach durch Schuttablagerungen und illegale Abfallentsorgung beeinträchtigt. 1986 wurde der Hohlweg durch Schaafheimer Bürger vom Abfall gereinigt.